# Ariel 5

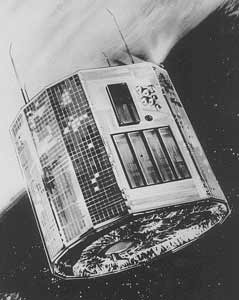
O satélite Ariel 5.

O Ariel 5, também conhecido como UK-5, foi o quinto satélite do Programa Ariel operado pelo Reino Unido.
Foi construído pela BAC, lançado em 15 de outubro de 1974, por um foguete Scout B, a partir da Plataforma San Marco.

## Projeto de satélite

### Operação
O Ariel 5 foi estabilizado por rotação. O satélite melhorou o controle de atitude do Ariel 4. Ele usou propano líquido que foi expandido através de uma válvula redutora e aquecido com a temperatura da massa do tanque.
A energia era derivada de células solares montadas em 7/8 da circunferência da espaçonave. Ela era armazenada em uma bateria de Ni-Cd de 3,0 Ah.

### Sensores
O monitor de todo o céu (ASM) eram duas câmeras pinhole unidimensionais que escaneavam a maior parte do céu a cada revolução da espaçonave. A resolução angular era de 10° × 10°, com uma área efetiva de 3 cm2 (0,465 pol²) e uma passagem de banda de 3–6 keV. O ASM foi projetado para se adequar a um orçamento de recursos de 2 kg (4,4 lb), 1 bit por segundo e 1 W.
O instrumento de levantamento do céu (SSI) tinha uma resolução angular de 0,75 × 10,6°, com uma área efetiva de 290 cm2 (45 pol²) e uma banda passante de 2–20 keV.